# بانا

بانا شهری در شهرستان بانا در استان باله در بورکینافاسوی جنوبی است و جمعیت آن ۲۷۶۹ نفر است.